# Maratonul Internațional Sibiu
Maratonul Internațional Sibiu este un eveniment de alergare filantropic din România, care se adresează atât alergătorilor profesioniști, cât și amatorilor. Pe lângă cursele dedicate adulților, cu distanțe de 5km, 10km, 21km, 42km și 2.7km (pentru tinerii de 13-17 ani), există și Cursele copiilor, împărțite în 4 categorii de vârstă (de la 4 la 12 ani).
Conform tradiției, Maratonul Internațional Sibiu are loc anual, în ultima sâmbătă din mai. Acesta a fost organizat începând cu 2012, inițial sub denumirea de SemiMaraton Sibiu, iar din 2017 i-a fost adăugată cursa de 42 de km – moment în care a fost redenumit în Maratonul Internațional Sibiu.
Startul evenimentului se dă în Piața Mare din Sibiu, iar cursele de semimaraton și maraton ajung până în localitățile Poplaca și Rășinari.
La ediția din 2016 a semimaratonului a alergat și Carmen Iohannis, Prima Doamnă a României.
În 2018, aproape 4.000 de participanți au alergat pentru 26 de proiecte, pentru care s-au strâns 592.492 lei. În 2019, doritorii pot alerga pentru 40 de cauze.
Maratonul Internațional Sibiu 2019 este organizat de Fundația Comunitară Sibiu, în parteneriat cu Grey Projects și Clubul Sportiv Comunitar Sibiu.